# Komorów (powiat miechowski)
Komorów – wieś w Polsce położona w województwie małopolskim, w powiecie miechowskim, w gminie Miechów.
| SIMC    | Nazwa           | Rodzaj    |
| ------- | --------------- | --------- |
| 0251446 | Dziadówki       | część wsi |
| 0251452 | Komorowska Góra | część wsi |

## Historia
W 1163 roku wieś została ofiarowana przez Jaksę z Miechowa zakonowi bożogrobców wraz z Miechowem i Zagorzycami. W latach 1975–1998 należała administracyjnie do województwa kieleckiego.
W 1991 od wsi odłączono Doły Komorowskie, włączając je do Miechowa.